# Anillo A

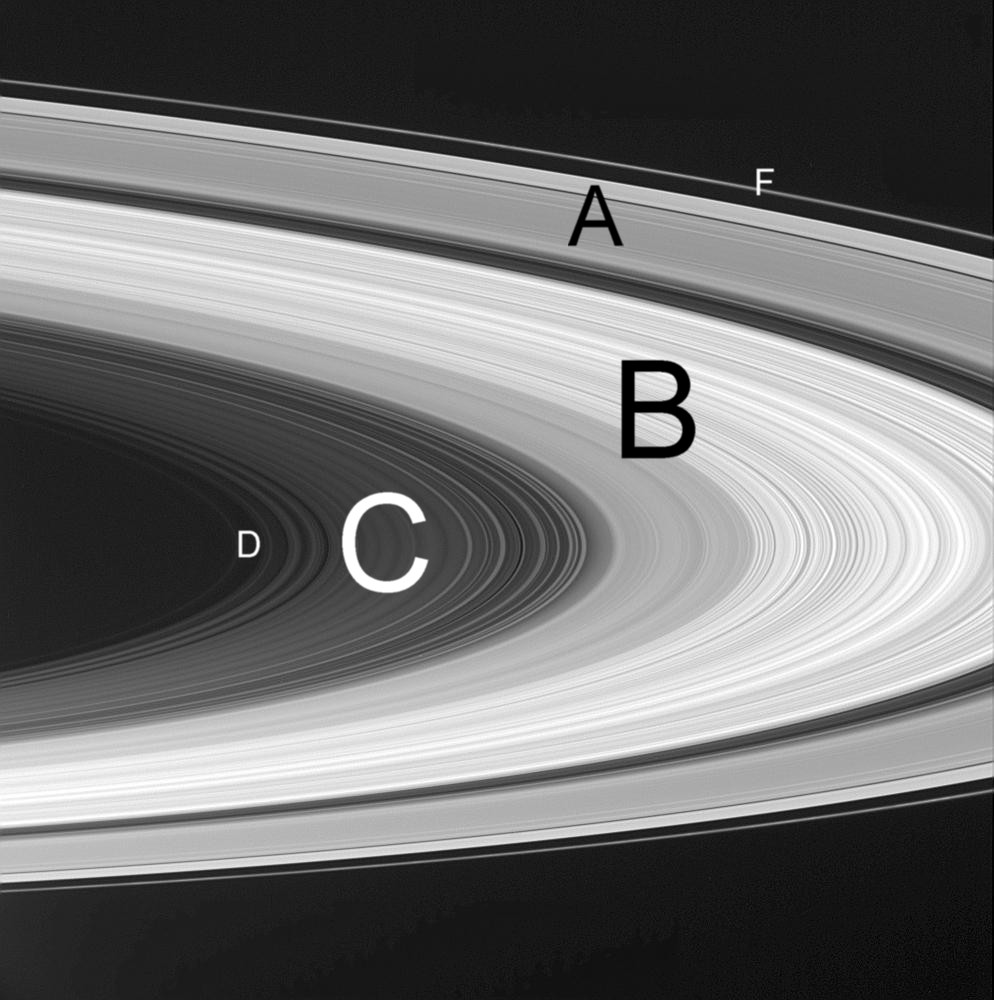
Anillos de Saturno

El anillo A  es uno de los anillos de Saturno. Es el más externo de los dos anillos grandes, más luminosos. Su límite interno es la división de Cassini y su límite exterior lo perfila la órbita de la pequeña luna pastora Atlas. El anillo A está dividido en dos cerca de su borde exterior por la división Encke qué está causada por la presencia del satélite pastor Pan. Otra división más pequeña, la división Keeler, se mantiene gracias a la luna Dafne.
Si comparamos el anillo A con el anillo B, el A no muestra rasgos que se destaquen y brilla uniformemente, si bien presenta varias características distintivas, estrechas y discretas, en sus regiones más externas. Por una parte, la banda de la división de Encke, oscura y relativamente vacía, con una anchura de unos 350 km, contiene dos o tres anillos irregulares, pequeños y estrechos, formados por partículas pequeñas. Las imágenes tomadas muestran que esos anillos de escaso tamaño arrugas o pliegues que recuerdan los detectados en el anillo F. La división de Encke está confinada por cuatro bandas poco corrientes, con estructura irregular y ondulada causados por la acción del satélite Pan.
A mayor distancia de Saturno el borde exterior del anillo A presenta muchas bandas estrechas, de anchura próxima a los 20 km, en las que abundan partículas pequeñas. El espaciado entre las bandas decrece hacia el exterior. El borde externo del anillo A está muy definido. También aquí proliferan partículas pequeñas.